# Élections législatives de 1967 en Saône-et-Loire
Les élections législatives françaises de 1967 se déroulent les 5 et 12 mars 1967. Dans le département de Saône-et-Loire, cinq députés sont à élire dans le cadre de cinq circonscriptions.

## Élus
| Circonscription | Député sortant    | Parti | Parti   | Député élu ou réélu | Parti | Parti          |
| --------------- | ----------------- | ----- | ------- | ------------------- | ----- | -------------- |
| 1re             | Louis Escande     |       | SFIO    | Louis Escande       |       | FGDS (SFIO)    |
| 2e              | Paul Duraffour    |       | Radsoc  | Paul Duraffour      |       | FGDS (Radical) |
| 3e              | Gabriel Bouthière |       | Radsoc  | Gabriel Bouthière   |       | FGDS (Radical) |
| 4e              | André Jarrot      |       | UNR-UDT | André Jarrot        |       | UD-Ve          |
| 5e              | André Moynet      |       | RI      | Roger Lagrange      |       | FGDS (SFIO)    |

## Résultats

### Résultats à l'échelle du département
| Parti          | Parti                                           | Premier tour | Premier tour | Second tour | Second tour | Sièges |
| Parti          | Parti                                           | Voix         | %            | Voix        | %           | Sièges |
| -------------- | ----------------------------------------------- | ------------ | ------------ | ----------- | ----------- | ------ |
|                | Union des démocrates pour la Ve République      | 76 201       | 31,15        | 84 958      | 33,96       | 1      |
|                | Républicains indépendants                       | 20 208       | 8,26         | 21 620      | 8,64        | 0      |
|                | Union des républicains de progrès               | 96 409       | 39,41        | 106 578     | 42,61       | 1      |
|                |                                                 |              |              |             |             |        |
|                | Parti radical                                   | 42 185       | 17,25        | 65 300      | 26,10       | 2      |
|                | Section française de l'Internationale ouvrière  | 33 708       | 13,78        | 54 750      | 21,89       | 2      |
|                | Convention des institutions républicaines       | 13 156       | 5,38         | 23 516      | 9,40        | 0      |
|                | Fédération de la gauche démocrate et socialiste | 89 049       | 36,40        | 143 566     | 57,39       | 4      |
|                |                                                 |              |              |             |             |        |
|                | Parti communiste français                       | 55 650       | 22,75        | Retrait     | Retrait     | 0      |
|                | Progrès et démocratie moderne                   | 3 513        | 1,44         |             |             | 0      |
|                |                                                 |              |              |             |             |        |
| Inscrits       | Inscrits                                        | 330 896      | 100,00       | 330 805     | 100,00      | 5      |
| Abstentions    | Abstentions                                     | 80 809       | 24,42        | 76 345      | 23,08       |        |
| Votants        | Votants                                         | 250 087      | 75,58        | 254 460     | 76,92       |        |
| Blancs et nuls | Blancs et nuls                                  | 5 466        | 2,19         | 4 316       | 1,7         |        |
| Exprimés       | Exprimés                                        | 244 621      | 97,81        | 250 144     | 98,3        |        |

### Résultats par circonscription

#### Première circonscription (Mâcon)
| Candidat       | Candidat                    | Parti          | Premier tour | Premier tour | Second tour | Second tour |  |
| Candidat       | Candidat                    | Parti          | Voix         | %            | Voix        | %           |  |
| -------------- | --------------------------- | -------------- | ------------ | ------------ | ----------- | ----------- |  |
|                | Philippe Malaud             | UD-Ve          | 19 848       | 41,12        | 23 720      | 47,01       |  |
|                | Louis Escande sortant réélu | FGDS (SFIO)    | 16 992       | 35,2         | 26 736      | 52,99       |  |
|                | Eugène Cureau               | PCF            | 11 433       | 23,68        | Retrait     | Retrait     |  |
|                |                             |                |              |              |             |             |  |
| Inscrits       | Inscrits                    | Inscrits       | 68 642       | 100,00       | 68 628      | 100,00      |  |
| Abstentions    | Abstentions                 | Abstentions    | 19 102       | 27,83        | 17 203      | 25,07       |  |
| Votants        | Votants                     | Votants        | 49 540       | 72,17        | 51 425      | 74,93       |  |
| Blancs et nuls | Blancs et nuls              | Blancs et nuls | 1 267        | 2,56         | 969         | 1,88        |  |
| Exprimés       | Exprimés                    | Exprimés       | 48 273       | 97,44        | 50 456      | 98,12       |  |

#### Deuxième circonscription (Charolles)
| Candidat       | Candidat                     | Parti          | Premier tour | Premier tour | Second tour | Second tour |  |
| Candidat       | Candidat                     | Parti          | Voix         | %            | Voix        | %           |  |
| -------------- | ---------------------------- | -------------- | ------------ | ------------ | ----------- | ----------- |  |
|                | Paul Duraffour sortant réélu | FGDS (Radical) | 25 374       | 47,46        | 37 536      | 72,17       |  |
|                | Philibert de Rambuteau       | UD-Ve          | 13 545       | 25,33        | 14 478      | 27,83       |  |
|                | François Chapuis             | PCF            | 11 034       | 20,64        | Retrait     | Retrait     |  |
|                | Jean-Marie du Mazel          | CD (PDM)       | 3 513        | 6,57         |             |             |  |
|                |                              |                |              |              |             |             |  |
| Inscrits       | Inscrits                     | Inscrits       | 70 186       | 100,00       | 70 166      | 100,00      |  |
| Abstentions    | Abstentions                  | Abstentions    | 15 939       | 22,71        | 17 151      | 24,44       |  |
| Votants        | Votants                      | Votants        | 54 247       | 77,29        | 53 015      | 75,56       |  |
| Blancs et nuls | Blancs et nuls               | Blancs et nuls | 781          | 1,44         | 1 001       | 1,89        |  |
| Exprimés       | Exprimés                     | Exprimés       | 53 466       | 98,56        | 52 014      | 98,11       |  |

#### Troisième circonscription (Autun - Le Creusot)
| Candidat       | Candidat                        | Parti          | Premier tour | Premier tour | Second tour | Second tour |  |
| Candidat       | Candidat                        | Parti          | Voix         | %            | Voix        | %           |  |
| -------------- | ------------------------------- | -------------- | ------------ | ------------ | ----------- | ----------- |  |
|                | Jean-Claude Servan-Schreiber    | UD-Ve          | 19 862       | 40,99        | 21 625      | 43,79       |  |
|                | Gabriel Bouthière sortant réélu | FGDS (Radical) | 16 811       | 34,69        | 27 764      | 56,21       |  |
|                | Rémy Boutavant                  | PCF            | 11 781       | 24,31        | Retrait     | Retrait     |  |
|                |                                 |                |              |              |             |             |  |
| Inscrits       | Inscrits                        | Inscrits       | 61 913       | 100,00       | 61 899      | 100,00      |  |
| Abstentions    | Abstentions                     | Abstentions    | 12 272       | 19,82        | 11 719      | 18,93       |  |
| Votants        | Votants                         | Votants        | 49 641       | 80,18        | 50 180      | 81,07       |  |
| Blancs et nuls | Blancs et nuls                  | Blancs et nuls | 1 187        | 2,39         | 791         | 1,58        |  |
| Exprimés       | Exprimés                        | Exprimés       | 48 454       | 97,61        | 49 389      | 98,42       |  |

#### Quatrième circonscription (Chalon-Sud - Montceau-les-Mines)
| Candidat       | Candidat                   | Parti          | Premier tour | Premier tour | Second tour | Second tour |  |
| Candidat       | Candidat                   | Parti          | Voix         | %            | Voix        | %           |  |
| -------------- | -------------------------- | -------------- | ------------ | ------------ | ----------- | ----------- |  |
|                | André Jarrot sortant réélu | UD-Ve          | 22 946       | 49,55        | 25 135      | 51,66       |  |
|                | Olivier Mitterrand         | FGDS (CIR)     | 13 156       | 28,41        | 23 516      | 48,34       |  |
|                | Roger Béquet               | PCF            | 10 209       | 22,04        | Retrait     | Retrait     |  |
|                |                            |                |              |              |             |             |  |
| Inscrits       | Inscrits                   | Inscrits       | 61 835       | 100,00       | 61 815      | 100,00      |  |
| Abstentions    | Abstentions                | Abstentions    | 14 477       | 23,41        | 12 466      | 20,17       |  |
| Votants        | Votants                    | Votants        | 47 358       | 76,59        | 49 349      | 79,83       |  |
| Blancs et nuls | Blancs et nuls             | Blancs et nuls | 1 047        | 2,21         | 698         | 1,41        |  |
| Exprimés       | Exprimés                   | Exprimés       | 46 311       | 97,79        | 48 651      | 98,59       |  |

#### Cinquième circonscription (Chalon-Nord - Louhans)
| Candidat       | Candidat             | Parti          | Premier tour | Premier tour | Second tour | Second tour |  |
| Candidat       | Candidat             | Parti          | Voix         | %            | Voix        | %           |  |
| -------------- | -------------------- | -------------- | ------------ | ------------ | ----------- | ----------- |  |
|                | André Moynet sortant | RI             | 20 208       | 42           | 21 620      | 43,56       |  |
|                | Roger Lagrange élu   | FGDS (SFIO)    | 16 716       | 34,74        | 28 014      | 56,44       |  |
|                | André Faivre         | PCF            | 11 193       | 23,26        | Retrait     | Retrait     |  |
|                |                      |                |              |              |             |             |  |
| Inscrits       | Inscrits             | Inscrits       | 68 320       | 100,00       | 68 297      | 100,00      |  |
| Abstentions    | Abstentions          | Abstentions    | 19 019       | 27,84        | 17 806      | 26,07       |  |
| Votants        | Votants              | Votants        | 49 301       | 72,16        | 50 491      | 73,93       |  |
| Blancs et nuls | Blancs et nuls       | Blancs et nuls | 1 184        | 2,4          | 857         | 1,7         |  |
| Exprimés       | Exprimés             | Exprimés       | 48 117       | 97,6         | 49 634      | 98,3        |  |